# ミライト
東京都江東区に本社を置く大手通信建設会社。NTTグループやKDDI等の通信事業者向けの電気・通信基盤構築を手がけている。
2022年7月1日、同グループのミライト・ホールディングス、ミライト、ミライト・テクノロジーズが合併し、ミライト・ワンとなった。

## 主力製品・事業
- モバイルネットワークソリューション - 「移動通信のDAIMEI」の信頼と実績のもとに的確なソリューションを提供。
  - 携帯電話（3G/4G/5G）・PHS・WIMAX
  - IMCS（ビル内携帯電話システム）
  - モバイルマルチメディア
  - 鉄塔建設・電気設備
  - 衛星モバイル放送
- ITソリューション - ビジネス環境の生産性向上・TCO削減に寄与する最適なIT関連ソリューション等を提案。
  - PBX構築
  - ネットワーク構築
  - システム構築
  - ソフトウェア開発
  - 保守サービス
  - 各種パッケージサービス
- NTTネットワークエンジニアリング - “光”ブロードバンド・インフラを、膨大なノウハウと実績で構築。
  - デジタル交換機・ATM交換機
  - 伝送装置・WDM・光ファイバーケーブル
  - ADSL・RSBM・FTTH・FWA
  - データセンタ
  - CATV
  - 電力系
- 総合設備エンジニアリング - 人間と情報と環境が融合する豊かな未来社会の建設に貢献。
  - 基盤設備構築・情報BOX
  - 建築工事全般・電気設備工事
  - エネルギー関連問題・コジェネレーション設備
  - 環境設備（太陽光発電/風力発電）・環境型無機塗料
  - 道路工事・水道工事

## 主要事業所
- 本社 - 東京都江東区豊洲五丁目6番36号

### 支店
- 全国24箇所

## 沿革
- 1944年（昭和19年） - 設立。
- 1946年（昭和21年） - 大明電話工業株式会社を創業。
- 1961年（昭和36年） - 東京証券取引所市場第2部に上場。
- 1974年（昭和49年） - 東京証券取引所市場第1部へ指定替え。
- 1984年（昭和59年） - 大明電設工業株式会社と合併。
- 1991年（平成3年） - 日本電信電話株式会社より「電気通信設備総合工事参加資格」「構内交換設備工事参加資格」の認定を受ける。
- 1995年（平成7年） - 鈴電株式会社と合併。大明株式会社に商号変更。
- 1996年（平成8年） - 創業50周年を迎える。
- 1998年（平成10年） - ISO9001認証取得（全店・全部門）。
- 1999年（平成11年） - 東邦建株式会社を子会社化。ISO14001認証取得（千葉支店）。
- 2001年（平成13年） - OHSAS18001認証取得。
- 2002年（平成14年） - ISO14001認証取得（関西支店）。
- 2005年（平成17年） - グループ企業行動憲章を制定。ISMS認証取得（ITソリューション事業本部・経営管理本部）。
- 2006年（平成18年） - 創業60周年を迎える。統合マネジメントシステム認証取得（全社 全部門）。
- 2010年（平成22年） - コミューチュア、東電通との3社で共同持株会社ミライト・ホールディングス設立。大明はミライト・ホールディングスの完全子会社となる。
- 2012年（平成24年） - 東電通を吸収合併し、現商号に変更。
- 2022年（令和4年） - 親会社の株式会社ミライト・ホールディングス（現：ミライト・ワン）に吸収合併され解散。

## グループ会社
- 株式会社エムズフロンティア
- 大明テクノ株式会社
- 東邦建株式会社
- 明成通信株式会社
- 大明エンジニアリング株式会社
- 大明ネットワーク株式会社
- 大明通産株式会社
- 新光電機株式会社
- 大明ビジネスメイト株式会社
- 株式会社IPテクノサービス
- 國興システムズ株式会社